# Gabriel Torras Balcell
Gabriel Torras Balcell   (Sabadell, 1954) és un economista català, director general del Centre Metal·lúrgic durant quaranta-cinc anys, fins al 2023.
Economista, amb estudis de direcció financera a Esade, es va especialitzar en la consultoria de pimes metal·lúrgiques. Des del 1978 fins a la seva jubilació, el desembre de 2023, va ser director general del Centre Metal·lúrgic. Durant el seu mandat l'entitat va incorporar la Fundació Privada Cequip i una desena d'associacions com ara el Gremi de la Fusta. En jubilar-se, va deixar 1.700 empreses associades al Centre. El va rellevar Montse Vilanova Ballet.